# Estación Central de Hannover
La Estación Central de Hannover (en alemán, Hannover Hauptbahnhof o abreviado como Hannover Hbf) es la principal estación de ferrocarril que existe en la ciudad de Hannover y es una de las 20 estaciones de tren más importantes de Alemania. También es la estación principal de la Región Hannover. Posee 6 plataformas, 12 vías con parada y 2 sin parada. 250.000 personas y 622 trenes pasan por ella cada día (nov. 2008), cerca de 2.000 personas trabajan en su interior. En la actualidad está operada por la compañía Deutsche Bahn (DB).

## Historia

### Primera estación, 1847

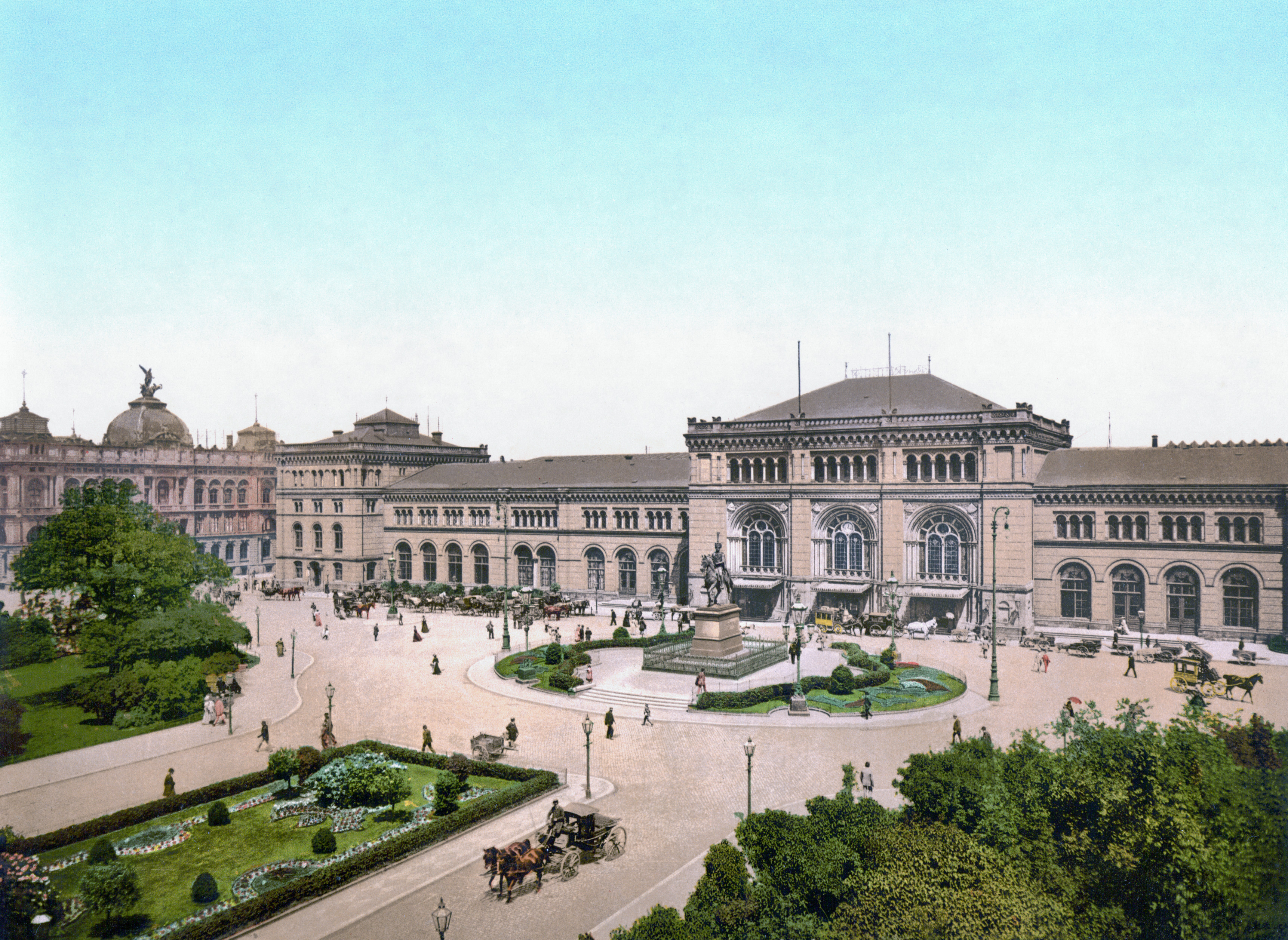
La nueva estación en 1900.

La primera línea Hannover-Brunswick se inaugura en 1843. Entre 1845 y 1847 se construye el primer edificio de la estación. El nombre del arquitecto no se conoce, pero el arquitecto de la corte de Hanóver Georg Ludwig Friedrich Laves y Ferdinand Schwarz estuvieron involucrados en el trabajo. Se construyó en estilo romántico, totalmente simétrico. Las paredes fueron enlucidas de color amarillo. Junto al edificio de recepción se construyó una plataforma de madera que daba servicio a dos vías, suficiente para el servicio en dirección este-oeste.
El primer tren de servicio regular sale el 1 de mayo de 1851, dando servicio al trayecto entre Berlín y Colonia. Al otro lado de la estación se instalan los primeros talleres del ferrocarril. Con la apertura de una nueva línea hacia Alfeld, Gotinga y Kassel se crea un nudo ferroviario en la estación. Para aliviar la congestión de la estación, se construye en 1868 en Hainholz una estación de clasificación.
La planificación urbana se enfrenta a un tráfico cada vez más denso, que atraviesa por completo la ciudad, por lo que en 1873 se decidió elevar las vías hasta los 4,50 metros. La antigua estación se derribó en 1875. Entre este año y 1879 se construye una nueva línea que serviría de modelo para la Stadtbahn de Berlín y otras ciudades. En 1876 se construyó una estación de mercancías en Weidendamm.

### Segunda estación, 1879

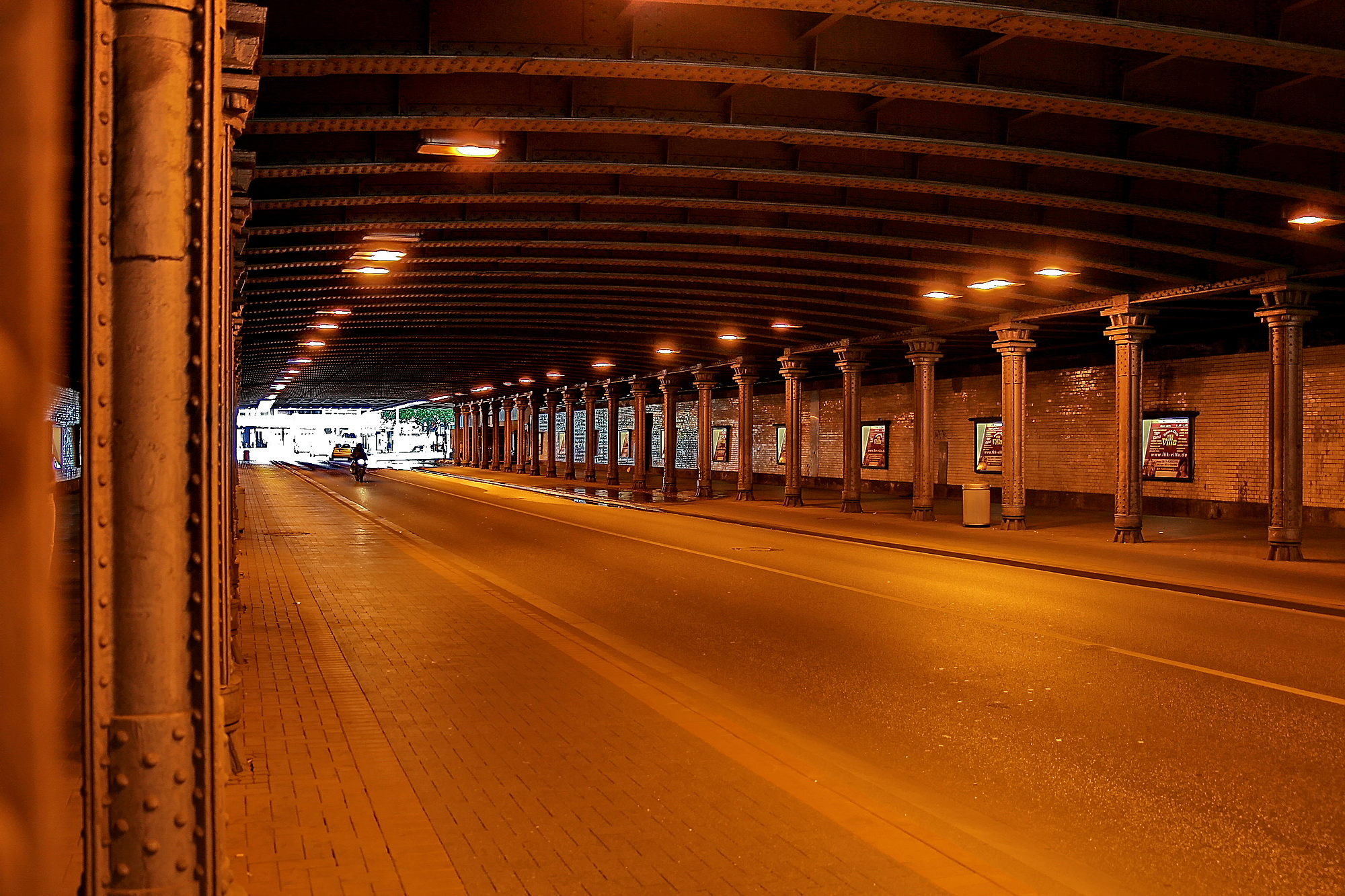
Túnel bajo las vías, que fueron elevadas 4,50 metros.

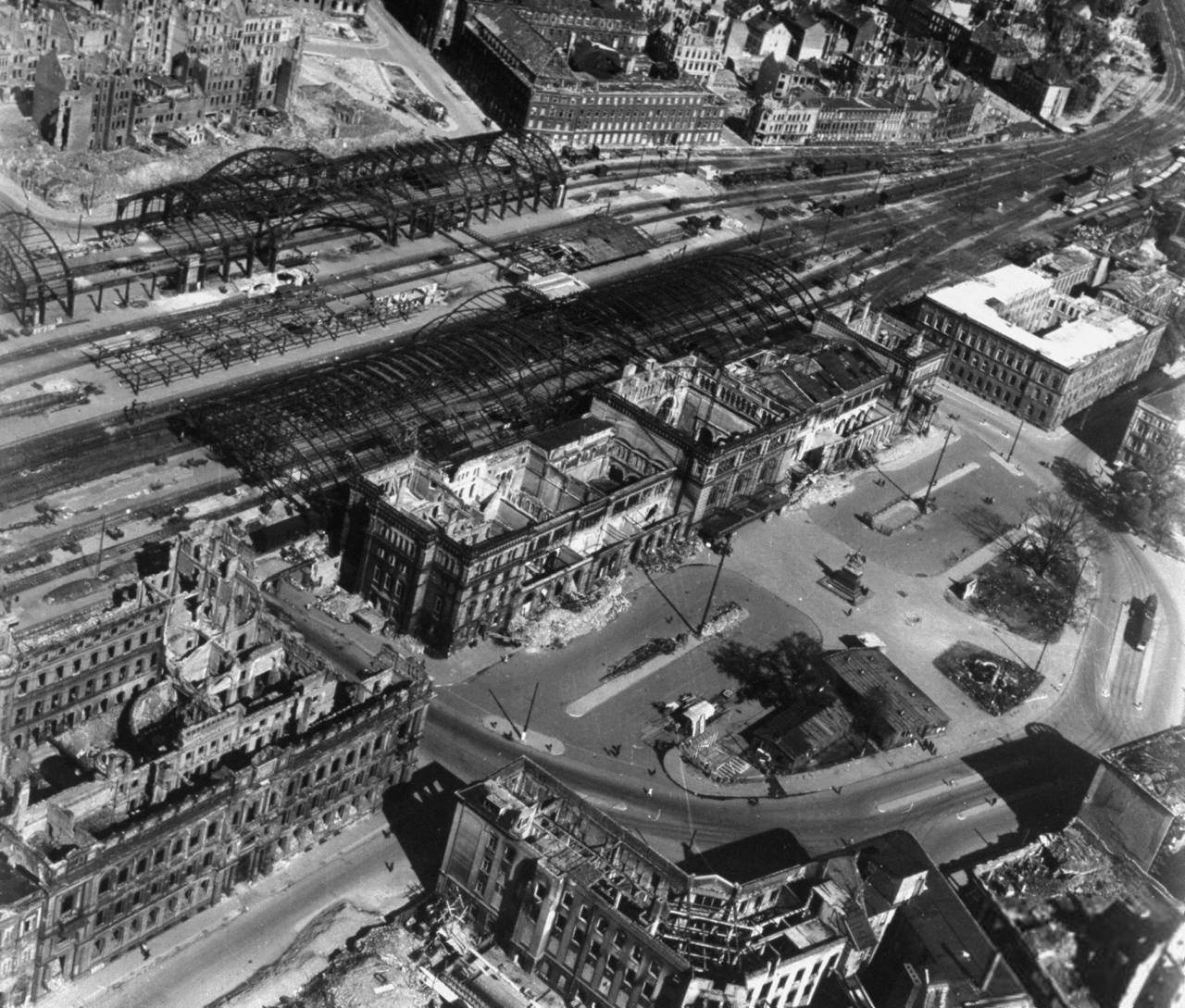
La estación destruida tras los bombardos aliados, en 1945.

El nuevo edificio de la estación fue diseñado por Hubert Stier. De nuevo fue un edificio simétrico con una sala principal y dos alas, cada una de ellas completada por un edificio en esquina. En el de la derecha se encontraban dependencias reales. El edificio fue ejecutado en ladrillo de color amarillo con franjas de ladrillo rojo y una base de piedra arenisca. Los cuatro andenes con siete vías de parada y dos sin parada tenían dos cubiertas de 37 metros.
La playa de vías estaba atravesada por dos almacenes de tránsito, los dos tenían una envergadura de 37 metros. El 22 de junio de 1879, la nueva estación entró en funcionamiento. Tres pasos daban acceso a las plataformas de viajeros y otros dos servían para las mercancías y el servicio postal. En 1910 se construyeron las vías 10 y 11. La nueva cubierta de acero, proyectada por Baurat Möller, tenía una longitud de 27,5 metros y una altura de 15,3 metros. 
A partir de 1920 quedó integrada en la red de la nueva Deutsche Reichsbahn Gesellschaft (DRG), o simplemente Reichsbahn. Durante el verano de 1939 tenían parada en la estación 144 trenes regulares de larga distancia. Era uno de los nodos más importantes de la red ferroviaria alemana, junto con los de Berlín, Colonia, Fráncfort del Meno y las estaciones de Leipzig y Duisburg.

### Destrucción en la Segunda Guerra Mundial y reconstrucción
Debido a los bombardeos de Hanóver en julio y octubre de 1943, la estación fue destruida en gran parte. De los andenes solo quedó el esqueleto de la estructura, y del edificio de la sala de espera, los muros exteriores. Cuatro días después solo una vía seguía siendo transitable.
Por primera vez tras la guerra, el 13 de junio de 1945 salieron trenes de pasajeros con destino Minden, Nienburg y Gotinga. El 14 de agosto, el servicio se incrementó de manera notable. Los trenes de viajeros volvieron a circular hacia Bremerhaven, Duisburg, Hameln, Gotinga, Braunschweig y Uelzen. El 15 de agosto de 1946, el tren internacional entre Berlín y París volvió a pasar por Hanóver. 
En el verano de 1948, comenzó la reconstrucción -en el marco de los daños causados por los bombardeos- de la pared exterior que había sobrevivido, haciendo los nuevos interiores a medida. El esqueleto de la estructura que cubría los andenes fue retirado y se instaló una estructura provisional de madera. A partir de 1949 pasó a ser propiedad de la nueva Deutsche Bundesbahn (DB), la compañía estatal de ferrocarriles de la Alemania occidental. De 1959 a 1961 fueron reconstruidos los andenes, se retiraron los montacargas para equipajes y en su lugar se construyeron ascensores en los andenes. Los andenes se ampliaron al cubrir las calles en perpendicular a las vías que rodeaban la estación. Se fueron electrificando las vías desde el sur, el 26 de mayo empezaron las obras y el 20 de diciembre de 1963 la estación estaba electrificada. El 14 de diciembre la electrificación llegó hasta Bremen.